# Célestin Delmer
Célestin-Henri Delmer (* 15. Februar 1907 in Villejuif; † 2. März 1996 in Saint-Maur-des-Fossés) war ein französischer Fußballspieler.

## Karriere
Er wurde zwischen 1930 und 1934 elfmal in die Französische Fußballnationalmannschaft berufen.
Bei den Fußballweltmeisterschaften 1930 in Uruguay und 1934 in Italien gehörte er zum Aufgebot der Bleus. Er kam jedoch nur 1930 zu einem Einsatz im Vorrundenspiel gegen Chile (0:1).
1933 wurde er mit Excelsior AC Roubaix französischer Pokalsieger.

### Vereine
- Stade Olympique de l’Est
- FC Mulhouse
- 1930–1932: SC Amiens
- 1932–1935: Excelsior AC Roubaix
- 1935–1936: Red Star Paris
- Charenton